# Ерик Богосијан
Ерик Богосијан (енгл. Eric Bogosian, јерм. Էրիկ Բոգոսյան; рођен у Бостону, Масачусетс, 24. април 1953), амерички је позоришни, филмски и ТВ глумац, драматург, повесничар, сценариста и продуцент.
Конкретно, он је аутор драме Разговори на радију, номиноване за Пулицерову награду и коју је снимио Оливер Стоун у истоименом филму, где је Богосјан играо главну улогу, која је награђена на Берлинском филмском фестивалу Сребрним медведом.
Његова филмска каријера укључује наслове као што су Под опсадом 2: Мрачна територија (1995), Вондерленд (2003), Чарлијеви анђели 2: Гас до даске (2003), Кадилак рекордс (2008), Блејд: Тројство (2004), Милијарде (2017) и серија Ред и закон: Злочиначке намере (2006—2010) и још много тога.